# Massalata (distrito)
Massalata (em árabe: مسلاب; romaniz.: Masallatah) foi um distrito da Líbia. Foi criado em 1983, durante a reforma daquele ano, e tinha capital em Massalata. Em 1987, porém, seu nome já não é citado nas listas de subdivisões do país, e quando reaparece em 2001, fazia parte do distrito de Taruna e Massalata.